# جفری استرلینگ

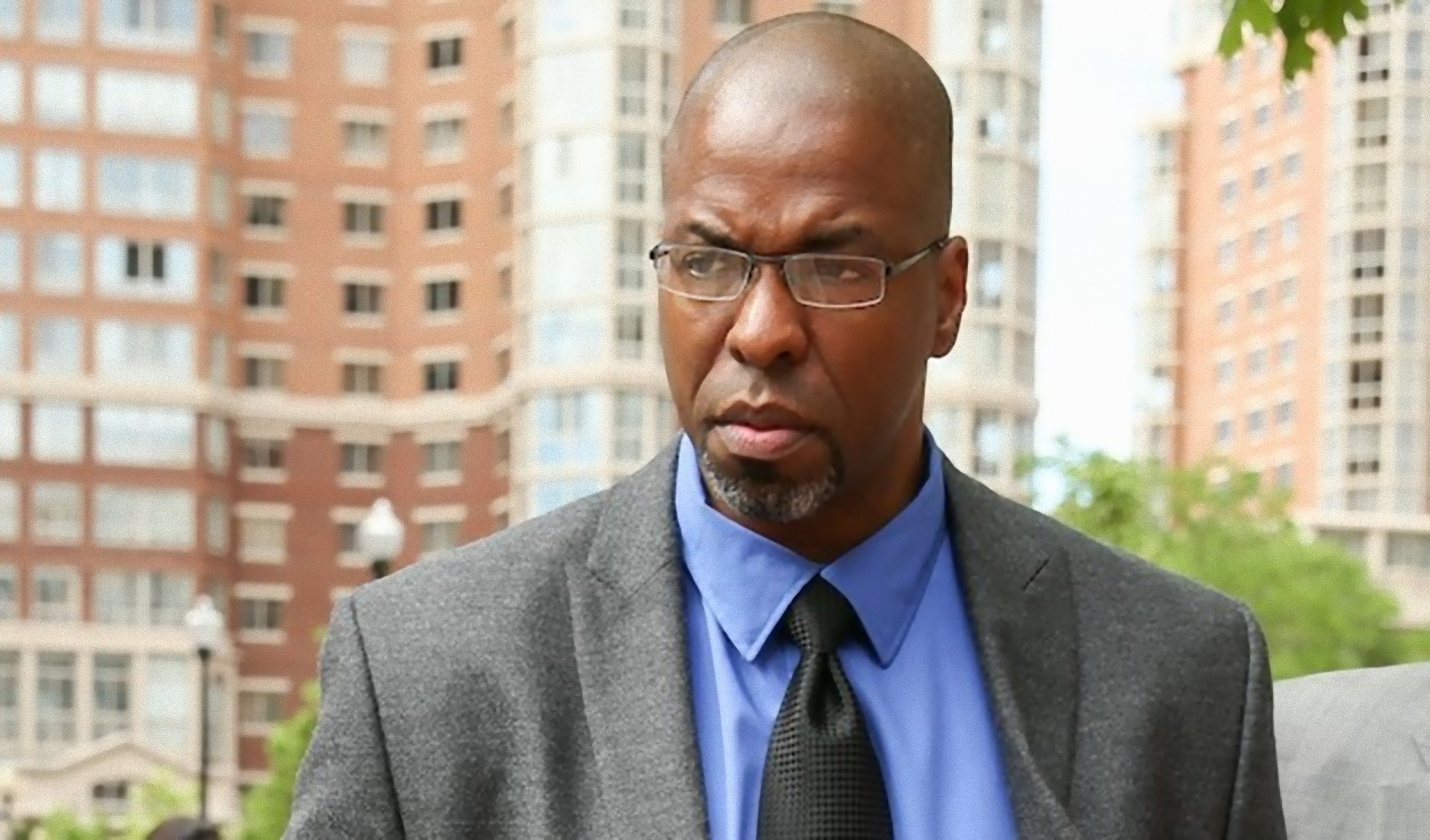
تصویری از جفری استرلینگ

جفری الکساندر استرلینگ، حقوق‌دان آمریکایی و مامور سابق سیا که به دلیل افشای اسناد مربوط به عملیات مرلین در ایالات متحده محکوم شد. مهم‌ترین مورد اتهام او، افشای اطلاعات مربوط به خراب‌کاری در برنامه هسته‌ای ایران توسط آمریکا و قراردادن این اطلاعات در اختیار جیمز رایزن خبرنگار روزنامه نیویورک تایمز بوده‌است.

اطلاعاتی که استرلینگ در سال ۲۰۰۳ در اختیار جیمز رایزن، خبرنگار نیویورک تایمز قرار داده بود، شامل موارد مربوط به عملیات مخفیانه سیا علیه برنامه هسته‌ای ایران بود که به عملیات مرلین معروف است. محتوای این عملیات، جاسوسی از برنامه هسته‌ای ایران و ایجاد اختلال در بخش‌های مختلف این برنامه بوده است. رایزن در کتاب خود با عنوان دولت جنگ که در سال ۲۰۰۶ منتشر کرد، اطلاعات اخذ شده از استرلینگ را مورد استفاده قرار داده بود.